# KV30
A KV30, no Vale dos Reis em Egito, é uma tumba que foi descoberta por Giovanni Belzoni em 1817, trabalhando numa comissão do Conde Belmore. Assim, essa tumba também ficou conhecida como A tumba do Lord Belmore. Nada se sabe sobre o(s) coupante(s) original(is) da tumba.
Os únicos objetos encontrados na tumba foram vasos e um sarcófago de arenito que foi doado ao Museu Britânico.